# District de Damoh
Le District de Damoh (hindi : दामोह जिला) est un district de l'état du Madhya Pradesh, en Inde,

## Géographie
Au recensement de 2011, sa population compte 1 263 703 habitants.
Son chef-lieu est la ville de Damoh. 